# Leitoscoloplos obovatus
Leitoscoloplos obovatus är en ringmaskart som beskrevs av Mackie 1987. Leitoscoloplos obovatus ingår i släktet Leitoscoloplos och familjen Orbiniidae. Inga underarter finns listade i Catalogue of Life.